# 県駅

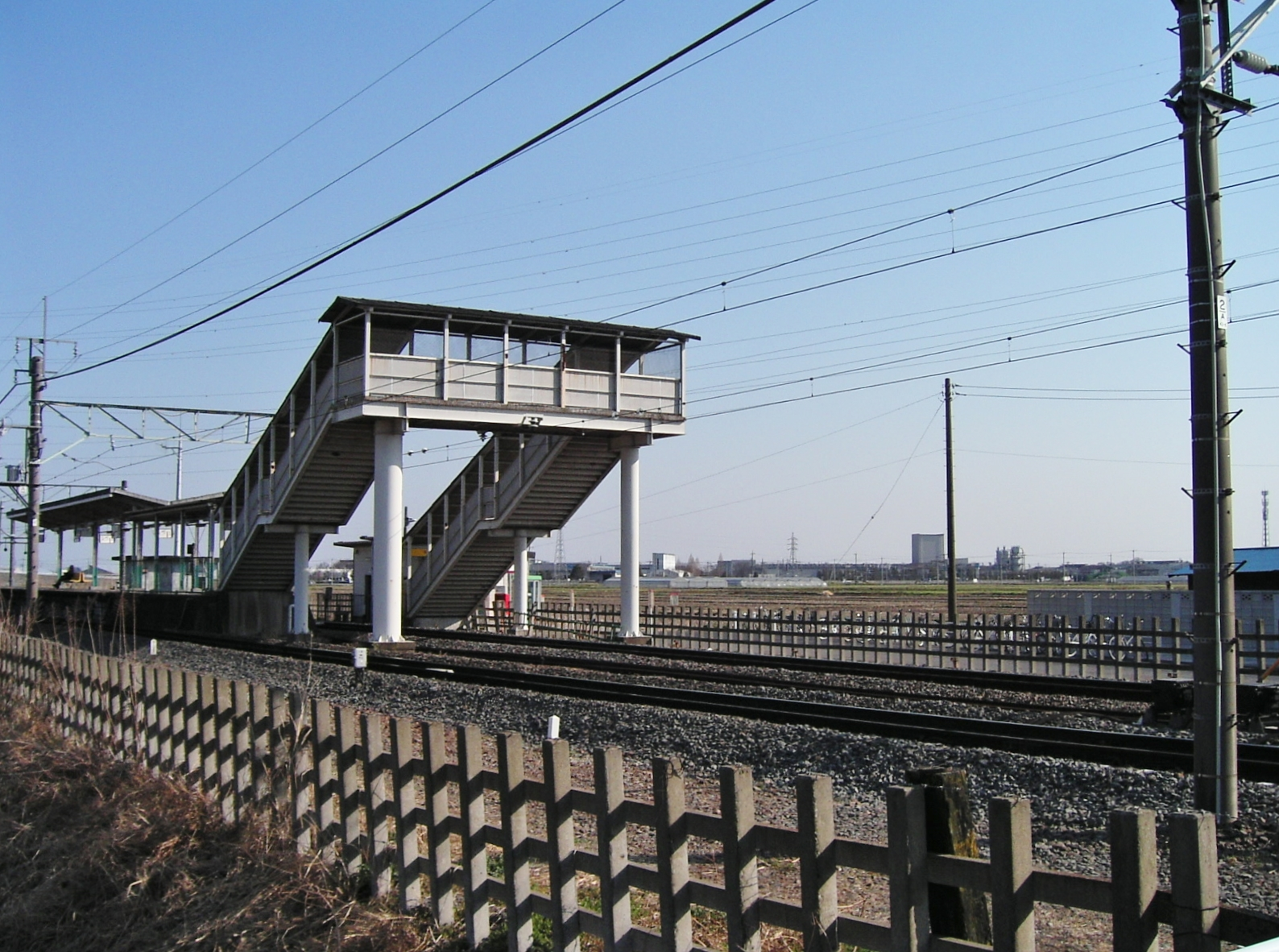
駅全景（2007年3月）

県駅（あがたえき）は、栃木県足利市県町にある東武鉄道伊勢崎線の駅である。駅番号はTI 12。副駅名については、「スリーボンド社」が県駅が（あがた駅南産業団地の）スリーボンドファインケミカル栃木工場の最寄駅であることからネーミングライツを取得、2025年4月1日より副駅名が「スリーボンド前」となっている。

## 歴史
- 1928年（昭和3年）5月1日 - 開業[1]。
- 1974年（昭和49年）4月1日 - 駅無人化（簡易委託開始）。
- 2006年（平成18年）3月18日 - ダイヤ改正に伴い準急が区間急行に名称変更され大幅に本数が削減されると同時に日中の運用形態が久喜駅で系統分割され、日中に浅草駅に向かう列車がなくなった。日中の時間帯は久喜駅－館林駅及び太田駅間を結ぶ普通列車の運用となった。また、区間準急の新たな停車駅となった。[要出典]
- 2012年（平成24年）3月17日 - 駅ナンバリング導入。
- 2025年（令和7年）4月1日：当駅の副駅名が「スリーボンド前」となる（2028年3月までの予定）[2]。

## 駅構造
島式ホーム1面2線を有する地上駅。駅舎は線路の南側にあり、ホームとは跨線橋で連絡している。
駅員が配置されていない無人駅であり、以前は簡易委託駅で乗車券は駅前自転車預かり所で発売していたが、2014年の消費税増税による運賃改定とともに廃止。駅備え付けの乗降車駅証明書を取り、着駅精算のシステムに変わった。
PASMO簡易改札機設置。トイレは駅舎側にある。

### のりば
| 番線 | 路線     | 方向 | 行先                                                                         |
| ---- | -------- | ---- | ---------------------------------------------------------------------------- |
| 1    | 伊勢崎線 | 下り | 足利市・太田方面                                                             |
| 2    | 伊勢崎線 | 上り | 館林・久喜・ 東武スカイツリーライン 北千住・とうきょうスカイツリー・浅草方面 |

- 上記の路線名は旅客案内上の名称（「東武スカイツリーライン」は愛称）で表記している。

## 利用状況
2024年度の1日平均乗降人員は641人である。
近年の1日平均乗降人員の推移は下記の通り｡
| 年度               | 1日平均 乗降人員 | 出典       |
| ------------------ | ---------------- | ---------- |
| 1998年（平成10年） | 503              |            |
| 1999年（平成11年） | 477              |            |
| 2000年（平成12年） | 433              |            |
| 2001年（平成13年） | 395              |            |
| 2002年（平成14年） | 377              |            |
| 2003年（平成15年） | 400              |            |
| 2004年（平成16年） | 380              |            |
| 2005年（平成17年） | 418              |            |
| 2006年（平成18年） | 405              |            |
| 2007年（平成19年） | 417              |            |
| 2008年（平成20年） | 415              |            |
| 2009年（平成21年） | 407              |            |
| 2010年（平成22年） | 422              |            |
| 2011年（平成23年） | 446              |            |
| 2012年（平成24年） | 490              |            |
| 2013年（平成25年） | 556              |            |
| 2014年（平成26年） | 566              |            |
| 2015年（平成27年） | 562              |            |
| 2016年（平成28年） | 550              |            |
| 2017年（平成29年） | 582              |            |
| 2018年（平成30年） | 624              |            |
| 2019年（令和元年） | 617              | [ 東武 3 ] |
| 2020年（令和02年） | 501              | [ 東武 4 ] |
| 2021年（令和03年） | 549              | [ 東武 5 ] |
| 2022年（令和04年） | 576              | [ 東武 6 ] |
| 2023年（令和05年） | 600              | [ 東武 7 ] |
| 2024年（令和06年） | 641              | [ 東武 1 ] |

## 駅周辺
駅周辺は田園地帯で、数軒の民家が点在するだけである。駅前では、あがた駅南産業団地(18.4ha)造成工事が実施されている。また、駅北側では2026年度完成を目指し「あがた駅北産業団地開発事業」が進められている。
- 栃木県立足利南高等学校
- 足利市立協和中学校
- 足利市立筑波小学校
- 足利市筑波公民館
- 足利筑波郵便局
- 国道50号

### あがた駅南産業団地
- ニフコ
- スリーボンドファインケミカル
- 城戸運送
- 本部三慶
- 田部井工業
- ABCロジテム
- GENDA

## 隣の駅
東武鉄道
 伊勢崎線
多々良駅 (TI 11) - 県駅 (TI 12) - 福居駅 (TI 13)